# نمی‌تونم فرانسوی صحبت کنم
«نمی‌تونم فرانسوی صحبت کنم» (به انگلیسی: Can't Speak French) ترانه‌ای از گروه پاپ بریتانیایی گرلز الاود و یکی از قطعه‌ها آلبوم سال ۲۰۰۷ آن‌ها با عنوان Tangled Up است.
این ترانه را میراندا کوپر و برایان هیگینز نوشته‌اند. به گفتهٔ هیگینز این یکی از اولین ترانه‌هایی بوده که او و تیمش (زنومانیا) برای گرلز الاود نوشته‌اند. «نمی‌تونم فرانسوی صحبت کنم» در زمان انتشارش در بریتانیا به جمع ۱۰ ترانهٔ پرفروش جدول تک‌آهنگ‌های بریتانیا راه یافت و در ایرلند دوازدهمین تک‌آهنگ پرفروش روز شد. ویدئوی ترانه، اعضای گرلز الاود را با مدل لباس و آرایش قرن هجدهمی در یک مهمانی شام فرانسوی نشان می‌دهد که سعی در فریفتن و اغوای میهمانان دارند.
«نمیتونم فرانسه صحبت کنم» از منتقدان موسیقی عموماً نقدهای مثبتی دریافت کرده‌است. گاردین از این اثر به عنوان مثالی از توانایی تیم زنومانیا در ترکیب عناصر مختلف سبک‌های نامتجانس یاد کرده‌است.